# Ia Ko
Ia Ko là một xã thuộc tỉnh Gia Lai, Việt Nam.
Xã Ia Ko có diện tích 38,93 km², dân số năm 2005 là 3.180 người, mật độ dân số đạt 82 người/km².
Có các làng: Làng Vel và Làng Sur A,...